# Зеленогаївська сільська рада
| Зеленогаївська сільська рада — адміністративно-територіальна одиниця в Веселівському районі Запорізької області з центром у c. Зелений Гай. Сільраді були підпорядковані населені пункти: - c. Зелений Гай - c. Зелений Луг - c. Красавич Населення — 646 осіб. |

## Склад ради
Рада складалася з 12 депутатів та голови.

## Керівний склад сільської ради
| ПІБ                            | Основні відомості                                                                      | Дата обрання | Дата звільнення |
| ------------------------------ | -------------------------------------------------------------------------------------- | ------------ | --------------- |
| Камалієв Залумбег Агакеримович | Сільський голова, 1962 року народження, освіта, безпартійний                           | 26.03.2006   | 31.10.2010      |
| Лобач Лариса Володимирівна     | Сільський голова, 1973 року народження, освіта вища, член Комуністичної партії України | 31.10.2010   |                 |

Примітка: таблиця складена за даними джерела